# Disney Channel (Storbritannien og Irland)
Disney Channel UK er den britiske og irske Disney Channel.
| Fjernsyn | Spire Denne artikel om en tv-kanal er en spire som bør udbygges. Du er velkommen til at hjælpe Wikipedia ved at udvide den. |